# شيخ بدر

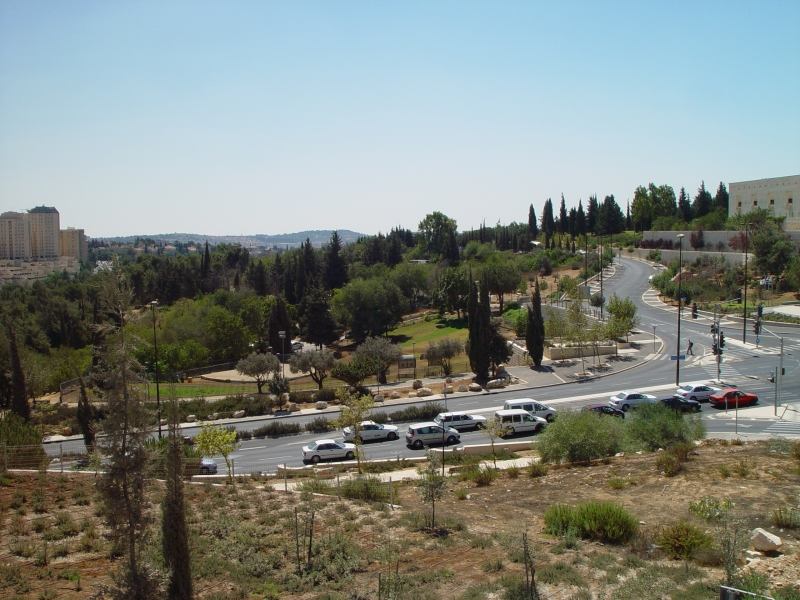
قرية شيخ بدر في القدس الغربية

شيخ بدر هي قرية فلسطينية تقع على قمة تل في القدس الغربية. وقد أخليت من سكانها ومن خلال 1947-1948 الحرب الأهلية في فلسطين تحت الانتداب بناء على أمر من الهاغاناه. من عام 1948 إلى عام 1951، وأنشئت مقبرة يهودية مؤقتة هنا؛ لا تزال بضع مئات القبور من ذلك الوقت. بعد عام 1949، تأسست منطقة إلى منطقة جديدة تسمى جفعات رام. بنيت الجامعة العبرية في القدس في جفعات رام، المحكمة العليا في إسرائيل، ومركز القدس الدولي للمؤتمرات على أرض تابعة سابقا إلى القرية.

## الموقع
نقع على قمة تل جنوب شارع يافا، وتمتد من اليوم الحاضر الجامعة العبرية في القدس في جفعات رام لمركز القدس الاتفاقية الدولية (هوما بينيني). ويحدها في الجهة الغربية إلى الشمال من حي يهودي من روميما، التي تأسست في عام 1921، ووضعها بالقرب من مدخل مدينة القدس.

## التاريخ
في عهد الانتداب البريطاني على فلسطين، وكان الشيخ بدر قرية عربية شبه الريفية في القدس الغربية التي استفادت من قربها من الأحياء اليهودية الرئيسية، وبالتالي زيادة فرص العمل. القرويين يزرعون القمح في ما هو الآن حديقة زاخر.